# Brevipalpus ortizi
Brevipalpus ortizi är en spindeldjursart som beskrevs av Ochoa och Salas 1989. Brevipalpus ortizi ingår i släktet Brevipalpus och familjen Tenuipalpidae. Inga underarter finns listade.